# Episodi de Lo straordinario mondo di Gumball (quinta stagione)
La quinta stagione della serie animata Lo straordinario mondo di Gumball è stata trasmessa negli Stati Uniti dal 1º settembre 2016 su Cartoon Network e in Italia dal 2 maggio 2017.
| Nº | Titolo originale | Titolo italiano           | Prima TV USA      | Prima TV Italia   |
| -- | ---------------- | ------------------------- | ----------------- | ----------------- |
| 1  | The Rerun        | Indietro nel tempo        | 5 settembre 2016  | 2 maggio 2017     |
| 2  | The Stories      | I racconti di Molly       | 1º settembre 2016 | 2 maggio 2017     |
| 3  | The Guy          | Ma chi è Josh?            | 8 settembre 2016  | 3 maggio 2017     |
| 4  | The Boredom      | La noia                   | 15 settembre 2016 | 3 maggio 2017     |
| 5  | The Vision       | Alan il malvagio          | 6 ottobre 2016    | 4 maggio 2017     |
| 6  | The Choices      | Le scelte                 | 13 ottobre 2016   | 4 maggio 2017     |
| 7  | The Code         | Senza Internet            | 20 ottobre 2016   | 5 maggio 2017     |
| 8  | The Test         | Il test                   | 3 novembre 2016   | 5 maggio 2017     |
| 9  | The Slide        | La nuova app              | 10 novembre 2016  | 8 maggio 2017     |
| 10 | The Loophole     | Il protocollo             | 17 novembre 2016  | 8 maggio 2017     |
| 11 | The Fuss         | Un giorno da ricordare    | 8 febbraio 2017   | 9 maggio 2017     |
| 12 | The Copycats     | I sosia                   | 6 febbraio 2017   | 15 maggio 2017    |
| 13 | The Potato       | La patata                 | 7 febbraio 2017   | 11 maggio 2017    |
| 14 | The Outside      | Nonno Frankie             | 9 febbraio 2017   | 15 maggio 2017    |
| 15 | The Vase         | Il vaso                   | 13 febbraio 2017  | 10 maggio 2017    |
| 16 | The Matchmaker   | I due cupido              | 14 febbraio 2017  | 14 settembre 2017 |
| 17 | The Box          | Pacco a sorpresa          | 15 febbraio 2017  | 13 settembre 2017 |
| 18 | The Console      | Il videogioco             | 16 febbraio 2017  | 12 maggio 2017    |
| 19 | The Ollie        | Lo skate                  | 20 febbraio 2017  | 10 maggio 2017    |
| 20 | The Catfish      | False identità            | 21 febbraio 2017  | 16 maggio 2017    |
| 21 | The Cycle        | Il riscatto dei papà      | 22 febbraio 2017  | 11 settembre 2017 |
| 22 | The Stars        | Cattive recensioni        | 23 febbraio 2017  | 12 settembre 2017 |
| 23 | The Grades       | I voti                    | 27 febbraio 2017  | 15 settembre 2017 |
| 24 | The Diet         | La dieta                  | 28 febbraio 2017  | 18 settembre 2017 |
| 25 | The Ex           | La mia nemesi             | 1º marzo 2017     | 19 settembre 2017 |
| 26 | The Sorcerer     | Lo stregone               | 2 marzo 2017      | 11 maggio 2017    |
| 27 | The Menu         | Il menù segreto           | 6 marzo 2017      | 21 settembre 2017 |
| 28 | The Uncle        | Lo zio famoso             | 7 marzo 2017      | 22 settembre 2017 |
| 29 | The Weirdo       | La stramba                | 8 marzo 2017      | 20 settembre 2017 |
| 30 | The Heist        | La rapina                 | 9 marzo 2017      | 19 ottobre 2017   |
| 31 | The Singing      | Cantando                  | 1º settembre 2017 | 18 ottobre 2017   |
| 32 | The Best         | Il migliore               | 8 settembre 2017  | 11 ottobre 2017   |
| 33 | The Worst        | Il peggiore               | 15 settembre 2017 | 12 ottobre 2017   |
| 34 | The Deal         | Lo sciopero del papà      | 22 settembre 2017 | 16 ottobre 2017   |
| 35 | The Petals       | I petali                  | 29 settembre 2017 | 9 ottobre 2017    |
| 36 | The Nuisance     | Via i Watterson da Elmore | 13 ottobre 2017   | 10 ottobre 2017   |
| 37 | The Line         | La fila                   | 20 ottobre 2017   | 17 ottobre 2017   |
| 38 | The List         | La lista sbagliata        | 3 novembre 2017   | 13 ottobre 2017   |
| 39 | The News         | Sguiscia la notizia       | 10 novembre 2017  | 19 ottobre 2017   |
| 40 | The Puppets      | I pupazzi                 | 6 ottobre 2017    | 7 aprile 2018     |

## Indietro nel tempo
Gumball, dopo essere stato spedito in un'altra dimensione dal Dr. Demolitore (alias Rob), riesce a recuperare il telecomando magico e a riavvolgere il tempo, ma i problemi non sono ancora risolti: dovrà riuscire a fermare il suo nemico per impedirgli di distruggere di nuovo la sua famiglia.

## I racconti di Molly
Molly annoia tutti coi suoi racconti banali e scontati; Gumball e Darwin escogitano un piano per farle provare un'esperienza davvero avvincente, cosicché possa avere qualcosa di interessante da raccontare.

## Ma chi è Josh?
Anais conosce Josh, un compagno di scuola che accetta subito di essere suo amico. Gumball, paranoico, sospetta che dietro questa decisione ci siano solo degli interessi personali da parte di Josh, e cerca così di scoprire quali sarebbero le sue reali intenzioni.

## La noia
Oppressi dalla noia, Gumball e Darwin vagano per Elmore alla ricerca di qualcosa di divertente da vedere. Attorno a loro, cose bizzarre accadono davvero, ma i due fratelli non sembrano accorgersene.

## Alan il malvagio
Gumball e Darwin trovano una chiavetta USB persa da Alan (chiamato Palloncino nelle stagioni precedenti), al cui interno rinvengono un progetto malvagio del loro compagno di classe per diventare preside della scuola, scalare man mano le gerarchie di potere e instaurare un regime dittatoriale mondiale nel quale è obbligatorio essere felici.

## Le scelte
È ora di cena e in casa Watterson regna il caos. Nicole, esasperata dalla situazione, passa in rassegna tutte le scelte alternative al suo primo incontro con Richard quando erano soltanto ragazzini, momento in cui la sua vita avrebbe cominciato a prendere una piega negativa.

## Senza internet
Il Wi-Fi di casa Watterson è molto rallentato. Richard confessa di aver usato abusivamente per anni la connessione dei vicini Robinson, che con tutta probabilità hanno cambiato la password per farlo smettere. I Watterson, quindi, cercano di riorganizzare la propria vita senza più social network e e-mail, ma la cosa si rivela più complicata del previsto.

## Il test
Sarah propone a Gumball e Darwin di fare un test sul PC per scoprire a quale personaggio delle sitcom assomigliano. Gumball scopre di corrispondere al "perdente", e questo non gli piace. Decide quindi di puntare alla popolarità, ma ciò provoca inquietanti stravolgimenti all’interno della realtà della serie.

## La nuova app
Rocky è depresso, perché è innamorato di una ragazza vista al centro commerciale, e vorrebbe poterla incontrare di nuovo. Chiede consiglio a Gumball e Darwin, che lo aiutano ad iscriversi ad una popolare app per anime gemelle.

## Il protocollo
Gumball e Darwin vogliono farsi aiutare da Bobert per fare i compiti a casa. Si rendono conto, però, dell'enorme pericolosità dell'amico robot per tutte le forme di vita sul pianeta Terra.

## La patata
A pausa pranzo, Darwin mangia una patata davanti ad Idaho (a sua volta una patata, seppur antropomorfa), che se ne va offeso. Gumball fa notare al fratello la sua insensibilità e Darwin, sconvolto, decide di smettere di mangiarle, ma non sarà un'impresa semplice. Le patate infatti sono il suo cibo più consumato.

## Un giorno da ricordare
Nicole è molto arrabbiata perché qualcuno in famiglia si è dimenticato una ricorrenza speciale. Richard, Gumball, Anais e Darwin organizzano una festa anche se non sanno il perché.

## I sosia
I Watterson scoprono di avere dei sosia, protagonisti di un loro show televisivo chiamato “The Incredible World of Chi Chi” composto da una famiglia di capre, e il figlio adottivo ranocchio (sosia di Darwin). Questi, oltre a copiare i protagonisti, plagiano ogni singola gag degli originali. Inizialmente le due famiglie puntano al dialogo, poi però la situazione degenera, e i Watterson cercano in tutti modi possibili di eliminare fisicamente i propri plagi.

## Nonno Frankie
La famiglia Watterson va a trovare nonno Frankie nella sua roulotte, ma le condizioni precarie in cui vive e le sbarre alle finestre fanno pensare alla famiglia che l'anziano abbia vissuto un periodo in prigione, e che ne senta la mancanza. I Watterson decidono di ospitarlo a casa loro, con grande gioia di Frankie, convinto di poter vivere a scrocco. Ma ciò che lo attende non sarà esattamente quello che sperava di trovare.

## Il vaso
Nicole vorrebbe liberarsi di un orribile vaso, ma essendo un regalo di nonna Jojo non può sbarazzarsene normalmente. Chiede perciò a Gumball a Darwin e Anais di romperlo “accidentalmente”, ma il vaso, per quanti incidenti subisca, sembra essere infrangibile.

## I due cupido
Darwin si strugge d'amore per una misteriosa ragazza. Gumball trova nel pc una foto di classe con un primo piano di Teri e quindi pensa che sia lei la ragazza di cui il fratello è innamorato. Gumball chiede aiuto a Carrie affinché realizzi una pozione d'amore per aiutare il fratello a confessare i suoi sentimenti a Teri.

## Pacco a sorpresa
Un misterioso pacco viene depositato davanti alla porta di casa Watterson. Nessuno della famiglia ricorda di aver ordinato qualcosa. Cosa conterrà mai quel pacco? Si comincia a fantasticare sul suo contenuto, e la tentazione di aprirlo è forte. 

## Il videogioco
Gumball riceve in regalo da papà Richard un Gameboy tarocco, comprato dal retro del sinistro furgone "Il negozio fantastico". La consolle contiene un gioco chiamato Paradosso Invertito, che catapulta la realtà nel videogioco e trasforma Gumball e i suoi fratelli in personaggi giocabili. I nostri eroi dovranno dunque affrontare diversi avversari per poter uscire dal gioco.

## Lo skate
Gumball si vanta di essere un esperto e abile skater, perciò Darwin chiede consigli al fratello per diventare un campione di skateboard come lui. Stranamente, però, gli insegnamenti di Gumball si fermano alla teoria, senza includere la pratica.

## False identità
Nonno Louie è iscritto al social network di Elmore, ma non ha nessun amico fra i suoi contatti. Impietositi, Gumball e Darwin inventano un personaggio femminile di nome Muriel, per aiutare il nonno ad avere almeno un'amicizia. Tuttavia, purtroppo, Nonna Jojo arriva a scoprire i loro messaggi reciproci, equivocando la loro relazione e pensando che il marito la tradisca.

## Il riscatto dei papà
Fin dai tempi della scuola, Richard viene costantemente preso di mira da Harold Wilson, il padre di Tobias, con scherzi pesanti.  I suoi figli cercano dunque di aiutare il padre ad affrontare il problema con maturità.

## Cattive recensioni
Richard rimane insoddisfatto del servizio di barbiere di Larry e Gumball gli consiglia di scrivere un commento negativo in rete. Larry, per evitare la cattiva recensione, regala dei tagli di capelli a Richard. Gumball e Darwin approfittano così delle recensioni negative per ricattare Larry e avere roba gratis.

## I voti
La Signorina Scimmia scopre un errore in un vecchio test di Gumball e coglie l’occasione per sbarazzarsi di lui: non avendo raggiunto una media di voti sufficiente, infatti, Gumball viene rispedito all'asilo. Ora che però le manca uno studente, la classe di Lucy si trova sotto organico e lei rischia il licenziamento. Per non perdere il posto di lavoro, quindi, cerca di recuperare il suo ex studente aiutandolo a passare il test obbligatorio per il reinserimento.

## La dieta
Richard sta seguendo una dieta fai da te, che tuttavia peggiora il suo peso. Gumball e Darwin decidono di intervenire in suo aiuto, usando il cibo come mezzo per obbligare il padre a fare esercizio. Il metodo funziona egregiamente, ma la vanità di Richard per il suo nuovo fisico palestrato porta a nuovi problemi.

## La mia nemesi
Gumball rimane deluso e amareggiato quando scopre che Rob, la sua nemesi, non prova più alcun rancore nei suoi confronti, avendo scelto una nuova vittima da odiare in Banana Joe. Gumball, però, non si rassegna e cerca di riaccendere l'odio che Rob ha per lui.

## Lo stregone
Gumball desidera avere un talento speciale che lo renda diverso dagli altri. Scopre quindi un interesse per la stregoneria, e per imparare la magia convince la mamma di Hector a prendere lui e Darwin come suoi allievi.

## Il menù segreto
Secondo una leggenda metropolitana, Joyful Burger avrebbe un panino segreto fuori menù fatto di ingredienti unici e speciali. Per poterlo ottenere, però, bisogna conoscerne il nome segreto, e l'unico modo per scoprirlo è mangiare un panino in tutti i Joyful Burger della città entro un'ora. Richard accetta la sfida.

## Lo zio famoso
Gumball è convinto che lo zio di Ocho sia il famoso Super Mario. Gumball vuole conoscerlo di persona e per farlo cerca di entrare nella cerchia di amicizie del compagno di scuola, anche se questo significa dover sopportare il brutto carattere di Ocho.

## La stramba
Sussie è la più stramba della scuola: tra le sue tante stranezze, è solita regalare spesso cose assurde agli amici che nemmeno lei in primis sa bene cosa siano. Purtroppo è oggetto delle angherie dei bulli e per aiutarla ad essere accettata dagli altri Gumball e Darwin cercano di omologarla all’etichetta comune, ma senza successo. Sussie regala così un paio dei suoi occhi di ricambio ai due fratelli, affinché possano finalmente vedere il mondo come lo vede lei.

## La rapina
A Richard rimane incastrato in testa un casco da motociclista e questo gli impedisce di vedere bene, al punto che, convinto di essere in un fast food, rapina involontariamente la Banca di Elmore. Arrivato a casa e resosi conto del terribile equivoco, assieme alla sua famiglia cerca di escogitare un modo per restituire il malloppo senza farsi arrestare.

## Cantando
I cittadini di Elmore parlano dei loro problemi cantando.

## Il migliore
Carmen rimprovera di continuo Gumball ogniqualvolta che questi assume comportamenti sbagliati, ma il gatto non vuole che gli si dica come migliorarsi e, stanco dell'atteggiamento saccente della compagna di classe, cerca di batterla sul suo stesso terreno.

## Il peggiore
I Watterson rincasano di pessimo umore dopo una brutta giornata, ognuno per un motivo diverso legato alla propria condizione di genere o sociale: problemi in quanto donna (Nicole), uomo (Gumball e Darwin), bambino (Anais) e adulto (Richard). Ognuno di loro, però, è convinto di vivere la condizione peggiore e decidono quindi di scambiarsi i propri ruoli.

## Lo sciopero del papà
Nicole è orgogliosa di aver finalmente avuto un aumento dello stipendio ed essere stata eletta come la miglior dipendente del mese. Anche Richard vorrebbe ricevere il giusto apprezzamento per il suo lavoro di casalingo e nella gestione dei figli, ma Nicole non considera quello che fa il marito come un vero lavoro. Richard, per protesta, entra in sciopero.

## I petali
Gumbal e Darwin vorrebbero avere un giudizio sul loro abbigliamento da Leslie (Fiore), ma questi sembra essere sparito da settimane. Lo trovano nascosto nel suo camerino, con un aspetto orribile. Nemmeno lo stesso Leslie conosce il motivo per cui sta sfiorendo in quel modo, ma i due fratelli decidono di aiutarlo a risolvere il problema.

## I pupazzi
Gumball e Darwin trovano in soffitta dei burattini con cui giocavano quando erano piccoli. Il pesce inizia di nuovo a giocarci, ma la situazione prende una brutta piega.

## Via i Watterson da Elmore
I cittadini di Elmore non tollerano più la presenza distruttiva e vandalica della famiglia Watterson. Il sindaco (come Donald Trump) vuole trasferirli in Ohio, ma i Watterson non sono intenzionati ad abbandonare la loro casa e vogliono dimostrare a tutta la città di poter essere delle persone migliori.

## La fila
I Watterson sono in coda al cinema per assistere alla prima del nuovo film della saga fantascientifica “Odissea Stellare”. Faticosamente, riescono a sbarazzarsi di quelli che li precedono e raggiungere i primi posti della fila, ma un imprevisto li attende.

## La lista sbagliata
Nicole consegna ai figli un elenco di faccende domestiche da sbrigare per la giornata, ma per errore Gumball e Darwin ricevono la lista con tutti i sogni che la loro madre, da ragazza, non ha mai potuto realizzare. I due fratelli, perciò, si impegnano a realizzarli tutti per farla felice.

## Sguiscia la notizia
La polizia riceve la segnalazione di una rapina e il TG "Elmore News" ne segue gli sviluppi. Titolo dell'episodio è un omaggio a Striscia la notizia.